# Anchors Aweigh (Marsch)

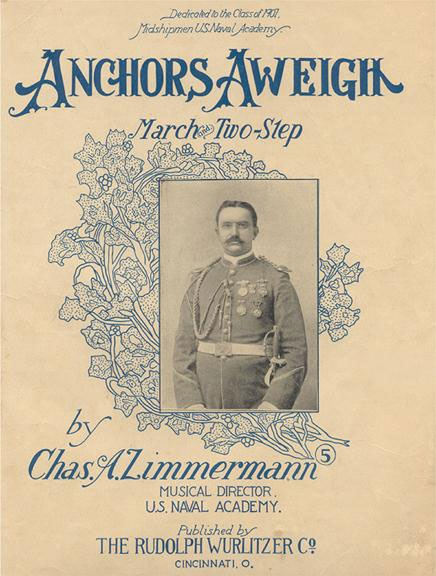
Titelblatt

Anchors Aweigh (im Deutschen gebräuchliche Titel Anker auf oder Anker gelichtet) ist ein amerikanischer Militärmarsch. 1906 von Charles A. Zimmermann (1861–1916), damals Kapellmeister der United States Naval Academy Band, als Marsch für Football-Spiele komponiert, hat er sich seitdem zum meistgespielten Stück der US-Marine entwickelt und gilt als inoffizielle Hymne der United States Navy.

## Entstehung
Lieutenant Charles A. Zimmermann, Absolvent des Peabody Conservatory und seit 1887 Kapellmeister der United States Naval Academy Band, komponierte 1906 auf Anfrage des Midshipman First Class Alfred Hart Miles einen Marsch für das traditionelle Footballspiel zwischen der US Naval Academy und der Military Academy der US Army. Miles steuerte auch den Text zum Marsch bei, der am 1. Dezember 1906 beim Spiel auf dem Franklin Field in Philadelphia beim 10:0-Sieg der Navy Premiere feierte.

## Text
Originaltext von 1906:
Stand Navy down the field, sails set to the sky.
We’ll never change our course, so Army you steer shy-y-y-y.
Roll up the score, Navy, Anchors Aweigh.
Sail Navy down the field and sink the Army, sink the Army Grey.
Get underway, Navy, Decks cleared for the fray,
We’ll hoist true Navy Blue So Army down your Grey-y-y-y.
Full speed ahead, Navy; Army heave to,
Furl Black the Grey and Gold and hoist the Navy, hoist the Navy Blue
Überarbeiteter Text von 1920, es wird zumeist nur die zweite Strophe gesungen:
Stand, Navy, out to sea, Fight our battle cry;
We’ll never change our course, So vicious foe steer shy-y-y-y.
Roll out the TNT, Anchors Aweigh. Sail on to victory
And sink their bones to Davy Jones, hooray!
Anchors Aweigh, my boys, Anchors Aweigh.
Farewell to college joys, we sail at break of day-ay-ay-ay.
Through our last night on shore, drink to the foam,
Until we meet once more: Here’s wishing you a happy voyage home.

## Adaption
Anchors Aweigh spielt eine wichtige Rolle bei offiziellen Zeremonien der Marine sowie der Naval Academy, das Stück fand aber auch einen Niederschlag in der amerikanischen Kultur. Viele Schulen und Universitäten nutzen die Melodie, zumeist mit anderem Text, als eigene Hymne, ebenso Sportvereine, zum Teil sogar in Australien. Im Hamburger Hafenkonzert gehört das Lied – gespielt vom Polizeiorchester Hamburg – zum festen Bestandteil.
Ein Vorschlag, das Stück zur offiziellen Hymne der US-Marine zu machen und es in die Navy Regulations aufzunehmen, wurde nicht aufgegriffen (Stand 2019).

## Verweise